# Kepenuhan Jaya
Kepenuhan Jaya is een bestuurslaag in het regentschap Rokan Hulu van de provincie Riau, Indonesië. Kepenuhan Jaya telt 3672 inwoners (volkstelling 2010).